# سفيتسلاف بيشيتش
سفيتسلاف بيشيتش (بالألمانية: Svetislav Pešić) مواليد 28 أغسطس 1949 في نوفي ساد، جمهورية صربيا الاشتراكية، هو مدرب كرة سلة ألماني ولاعب معتزل. بدأ مسيرته الاحترافية في سنة 1967. حقق المركز الأول في بطولة كأس العالم لكرة السلة 2002. اعتزل اللعب في 1979. لعب مع نادي بارتيزان لكرة السلة ونادي بوسنا رويال لكرة السلة.

## الإنجازات
كلاعب:
- الدوري اليوغوسلافي لكرة السلة : 1978
- الدوري الأوروبي لكرة السلة: 1979

كمدرب:
- - الدوري اليوغوسلافي لكرة السلة : 1983
  - الدوري الألماني لكرة السلة : 1997، 1998، 1999، 2000، 2014
  - الدوري الإسباني لكرة السلة : 2003، 2004
  - كأس يوغوسلافيا لكرة السلة : 1984
  - كأس ألمانيا لكرة السلة : 1997، 1999

## الحياة الشخصية
يملك بيشيتش الجنسيتين الصربيَّة والألمانيَّة. كان ابنه ماركو (مواليد عام 1976) لاعب كرة سلة محترف سابق، وكثيرًا ما لعب مع المنتخب الوطنيّ الألمانيّ. أمَّا لاعب كرة السلة الألمانيّ السابق يان ياغلا فهو صهره كونه متزوج من ابنته إيفانا.

## روابط خارجية
- سفيتسلاف بيشيتش على موقع الدوري الإسباني لكرة السلة (الإسبانية)
- سفيتسلاف بيشيتش على موقع أوليمبيديا (الإنجليزية)